# حماض السواقي
حُمَّاض السَوَاقِي أو الحُمَّاض الآجَامِيّ، واسمه العلمي (Rumex lacustris (Greene أو Rumex salicifolius Weinmann var. lacustris (Greene) J. C. Hickman، هو نوع من الحُمَّاض.

## روابط خارجية
- (بالإنجليزية) بك?flora_id=1&taxon_id=250060786 حمّاض السواقي على موقع نباتات أمريكا الشمالية